# Ricard Lamote de Grignon
Ricard Lamote de Grignon (født 25. september 1899 i Barcelona, Spanien, død 5. februar 1962) var en spansk komponist, dirigent og cellist.
de Grignon studerede komposition, direktion og cello på Marshall Akademiet i Barcelona. Han blev som 20 årig cellist i Barcelona Symfoniorkester, og blev (1930) dirigent for Girona Symfoniorkester. de Grignon har som komponist skrevet en symfoni, orkesterværker, koncertmusik, symfoniske digtninge, balletmusik, korværker, operaer, vokalmusik etc.

## Udvalgte værker
- Symfoni "Catalana" (1950) - for orkester
- Facécia (1936) - for orkester
- Tríptico de la Piel de Toro (Tyreskins triptych) (1950) - for klaver og orkester
- Enigmes (Enigmas) (1950) - for orkester